# Швайкерт, Рут
Рут Швайкерт (нем. Ruth Schweikert, 15 июля 1964[…], Лёррах — 4 июня 2023, Цюрих, Швейцария) — швейцарская писательница, писавшая на немецком языке.

## Жизнь и творчество
Рут родилась на самом юге Германии, но выросла в Арау, Швейцария. Она изучала германскую филологию, но не окончила курс обучения; в 1994 году вышел её литературный дебют — сборник рассказов «Erdnüsse. Totschlagen», который имел немедленный успех. Она получила несколько наград за свою литературную деятельность, например, Золотурнскую литературную премию (2016 год) и Швейцарскую литературную премию (Schweizer Literaturpreis, 2016). В 2016 году она также была номинирована на Швейцарскую книжную премию.
Она жила в Цюрихе со своими пятью сыновьями и мужем — режиссёром-документалистом Эриком Бергкраутом.

## Культурная и политическая деятельность
С 2008 по 2012 год она возглавляла Suisseculture, зонтичную организацию швейцарских культурных организаций.
Участвовала в создании объединения «Искусство+Политика» (Verein Kunst+Politik) в 2009 — 2010 годах. Созданное вслед за народной федеральной инициативой «Против строительства минаретов» и прибегающее только к творческим действиям в виде текстов или видеороликов, это объединение противостоит, в частности, народным федеральным инициативам «Депортации криминальных иностранцев» и «Стоп перенаселению – да устойчивому сохранению природных ресурсов». Рут Швайкерт была кандидатом в Национальный совет в октябре 2015 года в списке Kunst+Politik от Цюриха, объединяющем деятелей мира культуры.